# Baćo Nikolić
Bačo Nikolić (in serbo Баћо Николић?; Cettigne, 19 gennaio 1986) è un calciatore montenegrino, centrocampista svincolato.

## Carriera

### Club
Nel 2010, con lo Sheriff Tiraspol, ha giocato 7 partite internazionali: 5 nei vari turni preliminari di Champions League e 2 nei turni preliminari in Europa League.

## Palmarès

### Club

#### Competizioni nazionali
- Campionato montenegrino: 1

Sutjeska: 2012-2013